# Gran Premio de las Naciones de Motociclismo de 1962
El Gran Premio de las Naciones de Motociclismo de 1962 fue la novena prueba de la temporada 1962 del Campeonato Mundial de Motociclismo. El Gran Premio se disputó el 9 de septiembre de 1962 en el Autodromo Nacional de Monza.

## Resultados 500cc
MV Agusta se concentró por completo en la carrera de 500cc, en la que Remo Venturi también comenzó. Venturi terminó solo medio segundo por detrás de Mike Hailwood, quien se aseguró el título mundial. Todos los otros pilotos llegaron con como mínimo una vuelta doblados. El tercero fue Silvio Grassetti con la Bianchi de dos ciclindros. Alan Shepherd no pudo continuar su racha de éxito. Terminó solo noveno pero su subcampeonato en la general no se veía comprometido. Phil Read quedó en cuarto lugar y tomó el tercer lugar en la clasificación de la Copa Mundial a Bert Schneider.
| Pos.    | Piloto              | Equipo    | Tiempo       | Pts. |
| ------- | ------------------- | --------- | ------------ | ---- |
| 1       | Mike Hailwood       | MV Privat | 1h 04' 22" 7 | 8    |
| 2       | Remo Venturi        | MV Privat | +0" 5        | 6    |
| 3       | Silvio Grassetti    | Bianchi   | +1 Vuelta    | 4    |
| 4       | Phil Read           | Norton    | +1 Vuelta    | 3    |
| 5       | Paddy Driver        | Norton    | +1 Vuelta    | 2    |
| 6       | Bert Schneider      | Norton    | +1 Vuelta    | 1    |
| 7       | Gyula Marsovszky    | Norton    | +2 Vuelta    |      |
| 8       | Roland Föll         | Matchless | +2 Vueltas   |      |
| 9       | Alan Shepherd       | Matchless | +3 Vueltas   |      |
| 10      | Jack Ahearn         | Norton    | +3 Vueltas   |      |
| 11      | Vasco Loro          | Norton    | +3 Vueltas   |      |
| 12      | Renzo Rossi         | Gilera    | +4 Vueltas   |      |
| 13      | Benedetto Zambotti  | Norton    | +4 Vueltas   |      |
| 14      | Giuseppe Dardanello | Norton    | +5 Vueltas   |      |
| 15      | Emanuele Maugliani  | Gilera    | +5 Vueltas   |      |
| 16      | Giuseppe Mantelli   | Gilera    | +5 Vueltas   |      |
| Ret     | Jacques Insermini   | Norton    | Ret          |      |
| Ret     | Jack Findlay        | Norton    | Ret          |      |
| Ret     | František Št'astný  | Jawa      | Ret          |      |
| Ret     | Bill Smith          | Norton    | Ret          |      |
| Ret     | Rudi Thalhammer     | Norton    | Ret          |      |
| Fuente: |                     |           |              |      |

## Resultados 350cc
Aunque Mike Hailwood todavía tenía la oportunidad de ganar el título mundial, MV Agusta no le dejó participar en la carrera de 350cc. Con su victoria, Jim Redman se aseguraba su título mundial. Tommy Robb continuó funcionando bien como reemplazo del fallecido Bob McIntyre y llegó en segundo lugar por delante de Silvio Grassetti.
| Pos. | Piloto             | Equipo     | Tiempo     | Pts. |
| ---- | ------------------ | ---------- | ---------- | ---- |
| 1    | Jim Redman         | Honda      | 51' 30" 4  | 8    |
| 2    | Tommy Robb         | Honda      | +27" 5     | 6    |
| 3    | Silvio Grassetti   | Bianchi    | +1' 08" 4  | 4    |
| 4    | František Št'astný | Jawa       | +1 Vuelta  | 3    |
| 5    | Gustav Havel       | Jawa       | +2 Vueltas | 2    |
| 6    | Arthur Wheeler     | Moto Guzzi | +2 Vueltas | 1    |
| 7    | Bill Smith         | AJS        | +2 Vueltas |      |
| Ret  | Gilberto Milani    | Aermacchi  | Ret        |      |
| DNS  | Mike Hailwood      | MV Agusta  | DNS        |      |
| DNS  | Remo Venturi       | Norton     | DNS        |      |
| DNS  | Paddy Driver       | Norton     | DNS        |      |

## Resultados 250cc
Jim Redman, que ya era campeón mundial, ganó su sexta carrera de 250cc. El rhodesiano entró ocho décimas por delante de Tarquinio Provini, que terminó en el podio por segunda vez. El piloto de Aermacchi Alberto Pagani obtuvo una Honda RC 163 para la ocasión y terminó tercero.
| Pos. | Piloto            | Equipo      | Tiempo     | Pts. |
| ---- | ----------------- | ----------- | ---------- | ---- |
| 1    | Jim Redman        | Honda       | 42' 34" 4  | 8    |
| 2    | Tarquinio Provini | Moto Morini | +0" 8      | 6    |
| 3    | Alberto Pagani    | Honda       | +56" 9     | 4    |
| 4    | Moto Kitano       | Honda       | +1'        | 3    |
| 5    | Gilberto Milani   | Aermacchi   | +1 Vuelta  | 2    |
| 6    | Paolo Campanelli  | Benelli     | +1 Vuelta  | 1    |
| 7    | Alan Shepherd     | Aermacchi   | +2 Vueltas |      |
| 8    | Arthur Wheeler    | Moto Guzzi  | +2 Vueltas |      |
| 9    | Jürgen Karrenberg | Adler       | +3 Vueltas |      |
| Ret  | Luigi Taveri      | Honda       | Ret        |      |
| Ret  | Ernesto Brambilla | Moto Morini | Ret        |      |
| Ret  | Mike Hailwood     | Benelli     | Ret        |      |
| Ret  | Frank Perris      | Suzuki      | Ret        |      |
| Ret  | Stanislav Malina  | ČZ          | Ret        |      |

## Resultados 125cc
La carrera de 125cc terminó en un sprint final entre cuatro pilotos de Honda y fue decidida por un foto finish. Teisuke Tanaka fue declarado ganador, Luigi Taveri, segundo y Tommy Robb, tercero. Jim Redman terminó en el mismo segundo. Alberto Pagani terminó quinto como piloto invitado con Honda RC 145 justo por delante de Paddy Driver (EMC).
| Pos. | Piloto                | Moto       | Tiempo     | Pts. |
| ---- | --------------------- | ---------- | ---------- | ---- |
| 1    | Teisuke Tanaka        | Honda      | 39' 44"    | 8    |
| 2    | Luigi Taveri          | Honda      | +0" 1      | 6    |
| 3    | Tommy Robb            | Honda      | +0" 1      | 4    |
| 4    | Jim Redman            | Honda      | +0" 9      | 3    |
| 5    | Alberto Pagani        | Honda      | +55" 9     | 2    |
| 6    | Paddy Driver          | EMC        | +56"       | 1    |
| 7    | Frank Perris          | Suzuki     | +56" 2     |      |
| 8    | Hugh Anderson         | Suzuki     | +1' 21" 6  |      |
| 9    | Stanislav Malina      | ČZ         | +1' 31" 7  |      |
| 10   | László Szabó          | MZ         | +1' 38" 6  |      |
| 11   | Dan Shorey            | Bultaco    | +1 Vuelta  |      |
| 12   | Giuseppe Visenzi      | Ducati     | +1 Vuelta  |      |
| 13   | Franco Latini         | Ducati     | +2 Vueltas |      |
| 14   | Cristoforo Fattori    | MotoBi     | +2 Vueltas |      |
| 15   | Gianfranco Domeniconi | Ducati     | +3 Vueltas |      |
| Ret  | Antonio De Simone     | n.d.       | Ret        |      |
| Ret  | Alessandro Brabetz    | n.d.       | Ret        |      |
| Ret  | Ramón Torras          | Bultaco    | Ret        |      |
| Ret  | Rex Avery             | EMC        | Ret        |      |
| Ret  | Tarquinio Provini     | FB Mondial | Ret        |      |
| DNS  | Francesco Villa       | FB Mondial | DNS        |      |
| DNS  | Isao Morishita        | Honda      | DNS        |      |
| DNS  | Bruno Spaggiari       | Ducati     | DNS        |      |
| DNS  | Mike Hailwood         | EMC        | DNS        |      |

## Resultados 50cc
Ernst Degner resultó herido durante el Gran Premio del Ulster y, como refugiado político, tuvo que perderse el Gran Premio de Alemania del Este. Ahora también se perdió el Gran Premio de las Naciones. Hans-Georg Anscheidt aprovechó al máximo sus posibilidades para ganar la carrera y tomó el liderazgo en la general del Mundial de Degner. Mitsuo Itoh quedó en segundo lugar y Jan Huberts, tercero. Fue en cabeza pero cayó de nuevo a por un pistón roto.
| Pos. | Piloto               | Moto     | Tiempo    | Pts. |
| ---- | -------------------- | -------- | --------- | ---- |
| 1    | Hans-Georg Anscheidt | Kreidler | 28' 11" 6 | 8    |
| 2    | Mitsuo Itoh          | Suzuki   | +1" 1     | 6    |
| 3    | Jan Huberts          | Kreidler | +7" 5     | 4    |
| 4    | Hugh Anderson        | Suzuki   | +28" 6    | 3    |
| 5    | Isao Morishita       | Suzuki   | +36" 2    | 2    |
| 6    | Luigi Taveri         | Honda    | +36" 5    | 1    |
| 7    | Dan Shorey           | Kreidler | +59" 1    |      |
| Ret  | Teisuke Tanaka       | Honda    | Ret       |      |
| Ret  | Tommy Robb           | Honda    | Ret       |      |